# Kanz ed-Dawla
Kanz ed-Dawla († 1333 in Alt Dunqula) war der erste muslimische König des nubischen Reiches von Makuria, dem es gelang, längere Zeit an der Macht zu bleiben. Er regierte 1317 und von 1324 bis etwa 1333.

## Leben
Kanz ed-Dawla war Neffe des letzten christlichen Konigs Kernabes und als Sohn von dessen Schwester als Thronfolger vorgesehen. Als Nubien erneut von einem ägyptischen Heer unter Führung des Mamlukenherrschers Al-Malik an-Nasir Muhammad angegriffen wurde, schlug Kernabes eine vorzeitige Thronfolge seines muslimischen Neffen vor. Al-Malik an-Nasir Muhammad ließ sich darauf nicht ein und marschierte 1315 auf Alt Dunqula, der Hauptstadt von Makuria. Er nahm die Stadt ein und setzte hier mit Barschanbu einen Verwandten Kernabes' auf den Thron, der ebenfalls Muslim war. Barschanbu erfreute sich jedoch keiner großen Beliebtheit bei den Nubiern. Als sich Kanz ed-Dawla – der damals in Kairo lebte – nach Assuan begab, um Steuern für Wasserschöpfräder (Sakias) einzutreiben, wurde er an der Grenze auf nubischer Seite mit großer Freude empfangen und als Gegenkönig gekrönt. Er marschierte daraufhin nach Alt Dunqula, besiegte und tötete Barschanbu und nahm die makurische Hauptstadt ein, wo er zwar die Amtsgeschäfte des Königs wahrnahm, sich aber aus Respekt vor seinem Onkel Kernabes nicht krönen ließ.
Al-Malik an-Nasir Muhammad sandte nun Abram, den Bruder von Kernabes nach Nubien, um Kanz ed-Dawla wieder nach Kairo abzuberufen. Kanz ed-Dawla folgte ihm, wurde aber bei Gebel Adda (arabisch Daw) von Abram zwecks baldiger Auslieferung an Al-Malik an-Nasir Muhammad in Ketten gelegt. Kanz ed-Dawla wurde nun aber wiederum von seinen eigenen Untertanen befreit und nahm anschließend auch die Königskrone an. 
Er suchte daraufhin bei den Arabern der Wüste Unterstützung gegen die Mamluken, gleichzeitig durchzog eine Armee der Mamluken Nubien, doch wird von keinen Kämpfen berichtet und dieses Heer war im August 1317 wieder in Kairo.
Kanz ed-Dawla wurde 1323 (oder 1322) von Kernabes aus Ägypten heraus angegriffen und vorübergehend gestürzt. Kernabes' Herrschaft endete jedoch mit Abzug der ihn unterstützenden Truppen. Anschließend konnte Kanz ed-Dawla die Herrschaft wieder erlangen und regierte noch bis 1333.

## Bewertung
Kanz ed-Dawla war zwar der erste muslimische Herrscher von Makuria, dessen Regierungshandeln sich auch auswirkte. Dies war allerdings nur ein äußerlich sichtbarer Meilenstein der schon seit Jahrzehnten durch ägyptische Interventionen und durch Einwanderung von Beduinenstämmen voranschreitenden Islamisierung Nubiens, für deren Forcierung es unter seiner Herrschaft keine Anzeichen gibt. Immerhin gibt es eine arabische Widmungsinschrift in der Thronhalle von Alt Dunqula, die berichtet, dass diese im Jahr 1317, also unter Kanz ed-Dawla, zu einer Moschee umgebaut worden ist. Laut dem Zeitgenossen Ibn Chaldun hätten die Nubier die Zahlung der Dschizya eingestellt, weil sie zum Islam übergetreten seien.